# Lucy Hawking
Lucy Hawking, född 2 november 1970, är en brittisk journalist.
Hawking som har arbetat för bland annat Daily Mail, The Daily Telegraph, The Times och London Evening Standard. Hon är dotter till Stephen Hawking.